# Mahdałyniwka
Mahdałyniwka (ukr. Магдали́нівка) – osiedle typu miejskiego w obwodzie dniepropetrowskim na Ukrainie, siedziba władz rejonu mahdaniływskiego.

## Historia
Osada powstała w 1778.
Status osiedla typu miejskiego posiada od 1958.
W 1989 liczyła 6944 mieszkańców.
W 2013 liczyła 6506 mieszkańców.